# Maksim Belugin
Maksim Éduardovič Belugin (in russo Максим Эдуардович Белугин?; traslitterazione anglosassone Maxim Eduardovich Belugin; Krasnokamensk, 5 marzo 1985) è un bobbista russo.

## Biografia
Compete dal 2007 come frenatore per la squadra nazionale russa gareggiando inizialmente nel circuito di Coppa Europa e partecipando ai campionati mondiali juniores dove ottenne quale miglior piazzamento il quinto posto nel bob a due a Sankt Moritz 2010  col pilota Aleksej Stul'nev.
Debuttò in Coppa del Mondo nella stagione 2008/09, il 29 novembre 2008 a Winterberg dove fu ventesimo nel bob a due, conquistò il suo primo podio il 5 febbraio 2012 a Whistler (2º nel bob a quattro) e la sua prima vittoria il 4 dicembre 2016 sempre a Whistler e nella stessa specialità, con Aleksandr Kas'janov, Aleksej Puškarëv e Aleksej Zajcev.
Alle olimpiadi casalinghe di Soči 2014 si classificò al 4º posto sia nel bob a due  che in quello a quattro ma il 22 dicembre 2017 la commissione disciplinare del Comitato Olimpico Internazionale prese atto delle violazioni alle normative antidoping compiute da Belugin in occasione delle Olimpiadi di Soči, annullando conseguentemente i risultati ottenuti e proibendogli di partecipare a qualunque titolo a future edizioni dei Giochi olimpici.
Ha inoltre preso parte a cinque edizioni dei campionati mondiali; nel dettaglio i suoi risultati nelle rassegne iridate sono stati, nel bob a due: diciassettesimo a Schönau am Königssee 2011, sedicesimo a Lake Placid 2012, squalificato a Sankt Moritz 2013, tredicesimo a Innsbruck 2016 e diciassettesimo a Schönau am Königssee 2017; nel bob a quattro: decimo a Schönau am Königssee 2011, undicesimo a Lake Placid 2012, decimo a |Sankt Moritz 2013 e dodicesimo a Schönau am Königssee 2017; nella gara a squadre: sesto a Schönau am Königssee 2011 e quarto a Schönau am Königssee 2017. 
Agli europei conta invece sei partecipazioni totalizzando quali migliori prestazioni due settimi posti nel bob a due ottenuti a Igls 2013 e a Sankt. Moritz 2016) e due quarti nel bob a quattro raggiunti a Winterberg 2011 e a Winterberg 2017.

## Palmarès

### Coppa del Mondo
- 8 podi (tutti nel bob a quattro):
  - 1 vittoria;
  - 3 secondi posti;
  - 4 terzi posti.

#### Coppa del Mondo - vittorie
| Data            | Luogo    | Paese  | Disciplina                                                                    |
| --------------- | -------- | ------ | ----------------------------------------------------------------------------- |
| 4 dicembre 2016 | Whistler | Canada | a quattro con Aleksandr Kas'janov (pilota), Aleksej Zajcev e Aleksej Puškarëv |

### Circuiti minori

#### Coppa Europa
- 12 podi (7 nel bob a due e 5 nel bob a quattro):
  - 3 vittorie (2 nel bob a due e 1 nel bob a quattro);
  - 3 secondi posti (2 nel bob a due e 1 nel bob a quattro);
  - 6 terzi posti (3 nel bob a due e 3 nel bob a quattro).

#### Coppa Nordamericana
- 2 podi  (nel bob a quattro):
  - 2 vittorie.